# Castello di Gemona del Friuli
Il Castello di Gemona del Friuli si trova in cima ad un colle, sopra l’antico nucleo storico della città, a strapiombo verso la vallata ed è raggiungibile a piedi salendo i 150 gradoni della Salita dei Longobardi.
Il complesso fu un importante presidio allo sbocco verso la pianura friulana, perché posizionato alla convergenza tra due importanti strade di epoca romana dirette verso il Norico. Con origini tracciabili probabilmente intorno al 500 a. C., il complesso fortificato ha ospitato un castrum romano, venendo poi totalmente ricostruito intorno all’anno mille. In seguito alla dominazione veneziana il complesso venne parzialmente abbandonato e subì molti danni con il terremoto del 1511, venendo quindi poi utilizzato come cava di pietre. Nel 1976 un altro terremoto distrusse ciò che restava.
Negli anni 2000 sono iniziati i lavori di ricostruzione, tutt’ora in corso. Dal 2008 sono stati riaperti i giardini pubblici, e dal 2019 la torre dell’orologio è adibita a sede museale ed espositiva. 
È visibile insieme a castello anche la "gru" che lo costruisce, è un'opera architettonica che ormai è inglobata all'interno del castello stesso. 

## Storia

### Antico insediamento
Si presume che intorno al 500 a. C., quando i primi gruppi celtici invasero il Friuli, fosse già presente in loco un castelliere a guardia del sentiero proveniente da Sella S. Agnese e diretto ad Artegna. Il sito venne in seguito modificato dai Carni nel III sec. a. C. e successivamente trasformato in castrum dai Romani e dotato di una torre di avvistamento. In seguito subì diversi restauri, trasformandosi in un complesso barricato dotato di tre torri merlate ed una poderosa cinta muraria, per via delle invasioni barbariche di Quadi e Marcomanni (166-167), dei Visigoti di Alarico (409) e degli Unni di Attila (452). Ulteriori restauri e ricostruzioni vennero operate dai Goti (489/493), dai Bizantini (553), dagli Aramanni del duca longobardo Gisulfo a seguito della prima invasione avarica (611).
Va detto però che di tali strutture non è stata rinvenuta al momento alcuna traccia archeologica, sebbene vi siano riferimenti a tali eventi e all'esistenza di un castrum longobardo sorto sul sito di una precedente fortificazione in Paolo Diacono.  

### La struttura medievale
Intorno all'anno Mille il castello fu totalmente ricostruito dai Signori di Gemona, una famiglia di origine sconosciuta, ed ampliato poi un'ultima volta nel corso del Trecento, divenendo un complesso formato da un grande palazzo e da tre torri ed una cinta muraria a difesa dello stesso. Si suppone quindi che la struttura attuale sia proprio quella trecentesca.
I Signori di Gemona ricevettero in feudo il castello dal Patriarca Poppone tra il 1019 ed il 1042. Nel 1271 la famiglia entrò in possesso del Castello di Prampero, e dopo che il 10 novembre del 1279 i due castelli furono divisi tra i 4 figli del defunto Enrico di Gemona, nel 1311 Federico di Gemona vendette la sua parte al Comune di Gemona per 300 marche. In seguito nel 1321 i figli di Mattia di Gemona, fratello di Federico, completarono la vendita del Castello cedendolo al Patriarca per 160 marche e misero quindi fine alla residenza della famiglia presso il castello di Gemona. In seguito a questa vendita furono attuati importanti lavori di ristrutturazione del castello, anche per via dell'assedio dei conti di Gorizia di inizio '300, i quali non riuscirono però mai a superare le mura. Dal 1349 in poi invece non abbiamo tracce di grossi lavori ma solamente della costruzione di una torre e di piccole riparazioni a danni causati perlopiù da fulmini. 
Il castello in questo periodo operò quindi come dimora prima dei Signori di Gemona e poi del capitano patriarcale (probabilmente presso la torre di ponente), con annessi alloggi per guardie e milizie, un'armeria e dei magazzini per i rifornimenti in caso di stato di assedio ed un tribunale e delle carceri. Il castello di Gemona fu inoltre tra le residenze temporanee del Patriarca di Aquileia fino al 1238. Altri ospiti illustri furono l'imperatore Corrado III di ritorno dalla seconda crociata (1149), Azzo IV d'Este in occasione del suo matrimonio in città con Alice figlia di Rinaldo principe di Antiochia (1204), e Carlo IV, diretto a Roma per la sua incoronazione ad imperatore (1354).

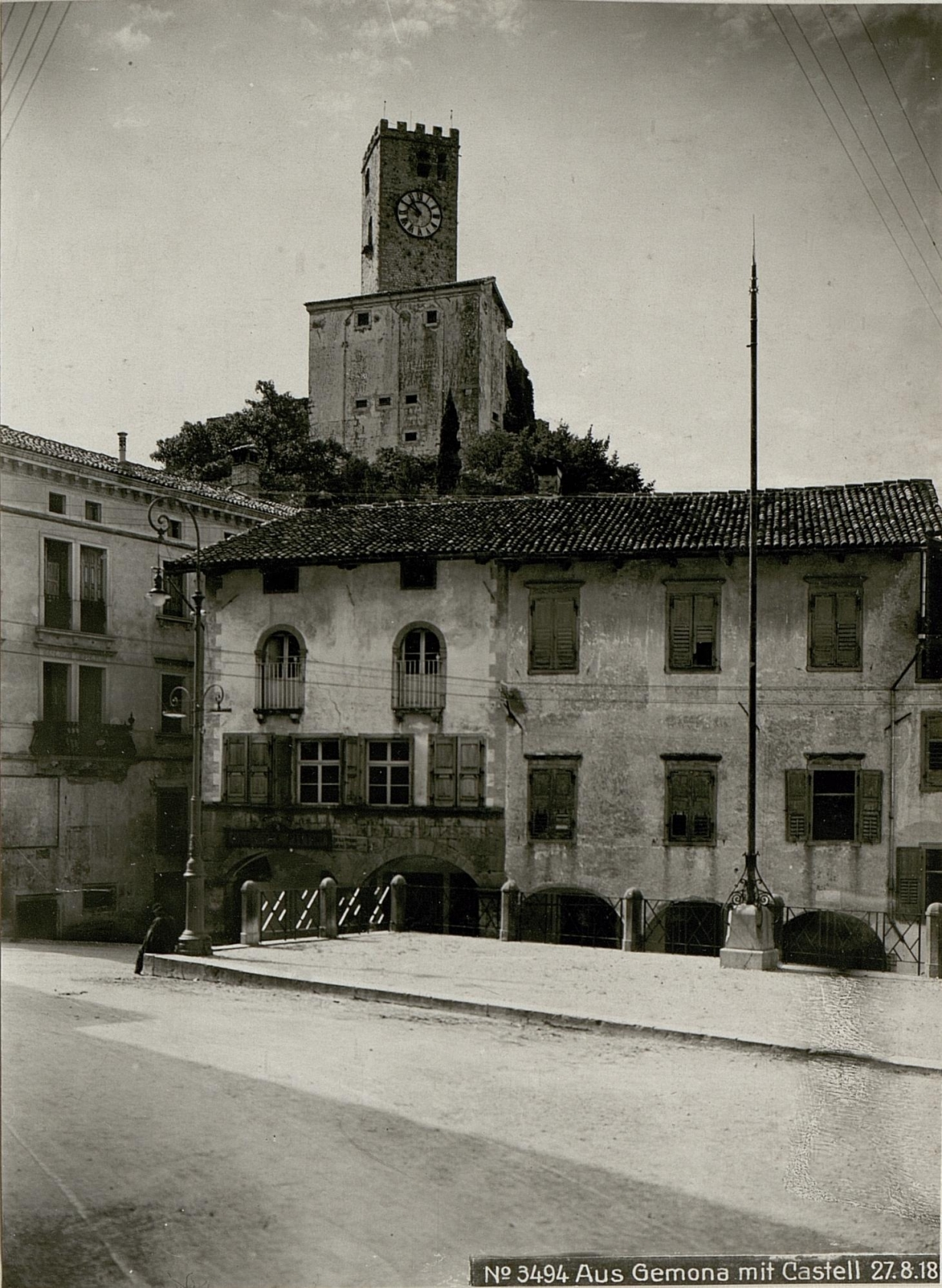
Veduta della torre dell'orologio e delle carceri, 1918

### Declino
Nel 1348 vi fu un terremoto che danneggiò il castello, il quale nel 1381 presentava delle parti pericolanti che vennero quindi demolite e la pietra venne riutilizzata per il restauro delle mura cittadine nel 1396. A seguito della dominazione veneziana (1420) il castello fu definitivamente abbandonato ed utilizzato molte altre volte come cava di pietra. Nel 1511 un altro terremoto contribuì al suo ulteriore declino portando ad altri crolli nelle strutture, le quali i veneziani non ebbero interesse a ricostruire. Nel '400 e nel 1522 venne asportato del materiale riutilizzato per la realizzazione di un nuovo piano sopraelevato all'ospedale di S. Michele, nel 1503 altre pietre furono usate per l'erezione dell'attuale palazzo Comunale, e nel 1825 venne adoperata della pietra del castello per rifare la struttura muraria e la facciata principale del Duomo. Sebbene lo smantellamento della struttura fosse quindi avanzato, alcuni fonti riportano che nel 1571 la struttura fu esaminata con l'aspettativa di un'incursione turca, e fu considerata ancora imprendibile. 

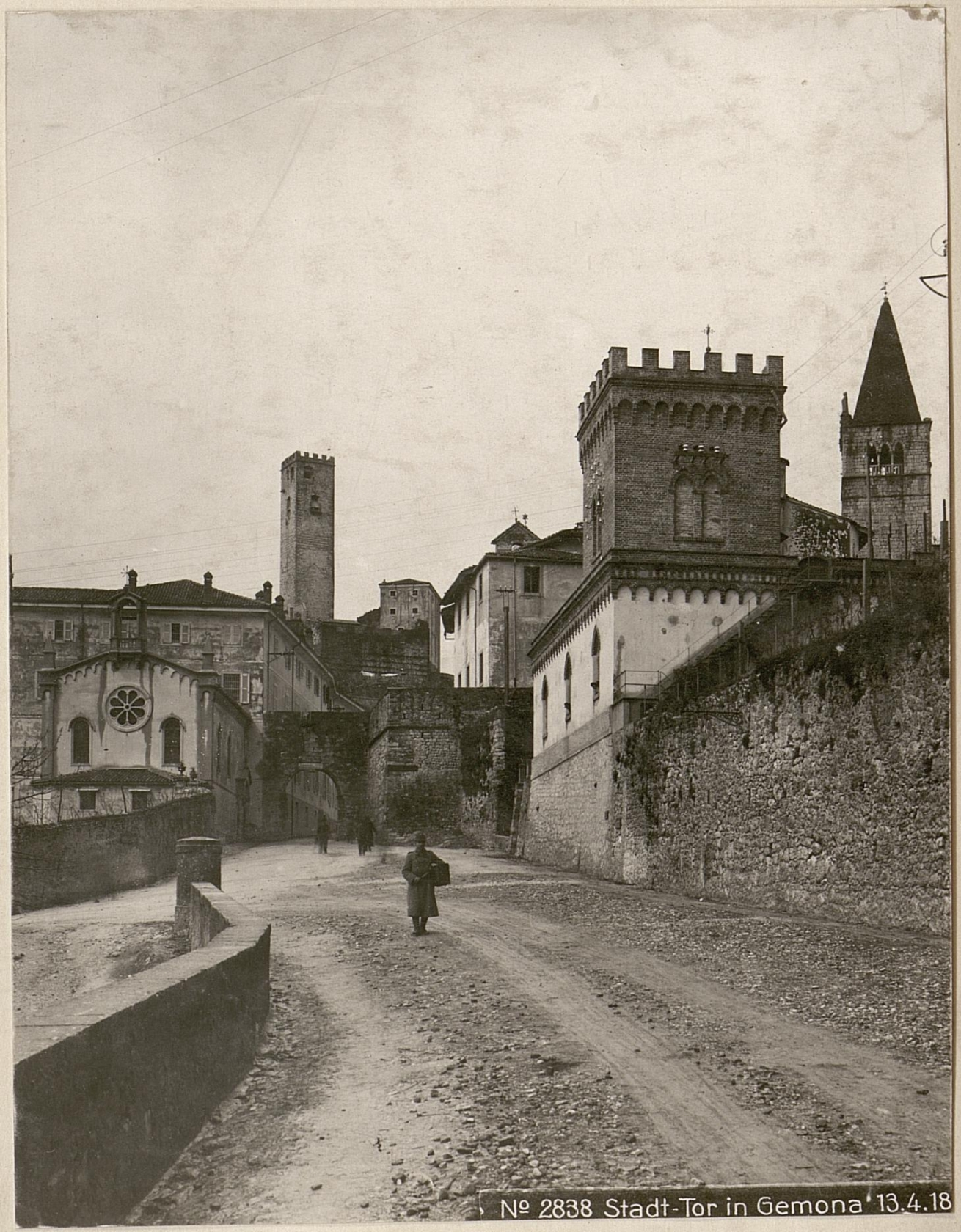
Foto degli inizi del XX secolo, in lontananza la torre dell'orologio

### Terremoto del 1976
Nel 1976 il castello ed i suoi giardini, usati regolarmente all'epoca per eventi culturali e mondani, furono quasi completamente rasi al suolo dal terremoto. Dagli anni 2000 è in corso la ricostruzione completa del sito, già parzialmente aperto al pubblico. 

## Descrizione
Il Castello di Gemona si raggiunge da via Bini, l'antico tragitto castellano, salendo la Salita dei Longobardi costituita da lente rampe fra la muraglia costruita sulla roccia viva che protegge dallo strapiombo che affaccia sul Duomo.

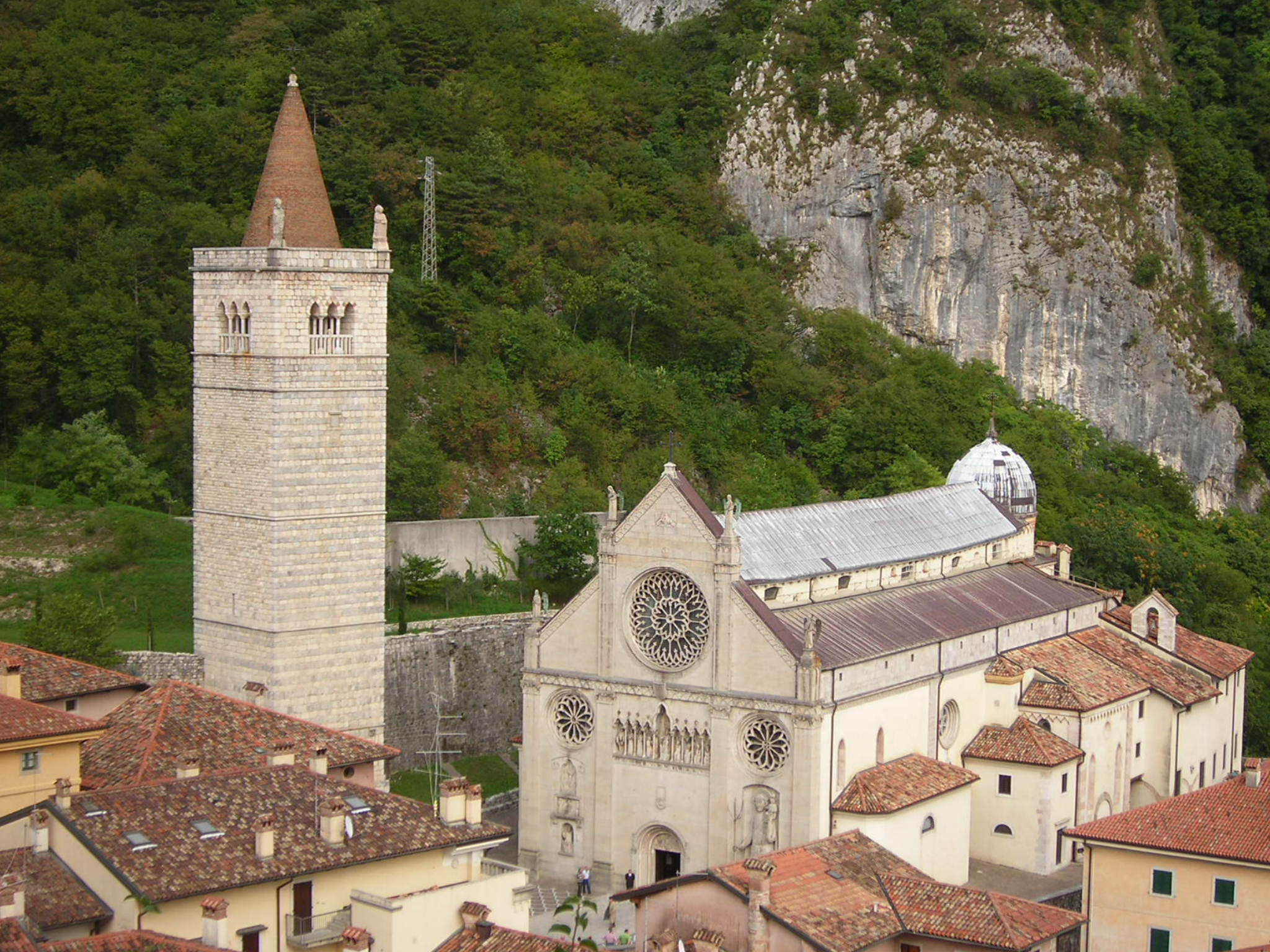
Veduta del Duomo dalla Salita dei Longobardi

Il complesso è posizionato sulla piana del colle del castello in roccia a un'altezza di 305 metri ed è composto da diversi elementi. La torre dell'orologio è alta 30 metri e vi si accede da una scala in pietra nel cortile interno racchiuso da una muraglia. La torre ha pianta quadrata, muri spessi circa 1,50 metri, 8 piani (di cui il primo conserva un tratto di mura antichissimo), e la sommità è coronata da un marcapiano con parapetto merlato. A nord della torre dell'orologio c'è un altro torrione con tetto di tegole che dal 1826 al 1967 ospitò le prigioni. Tale struttura è composta da 5 piani ed ha mura spesse 2 metri. Sull'angolo sud-ovest ci sono i resti della "torate", la probabile residenza maggiore dei Signori di Gemona, dei Patriarchi e degli ospiti importanti. Un giardino infine si trova negli spazi del cortile del maniero, protetto dalla cinta muraria ed organizzato su più livelli. 

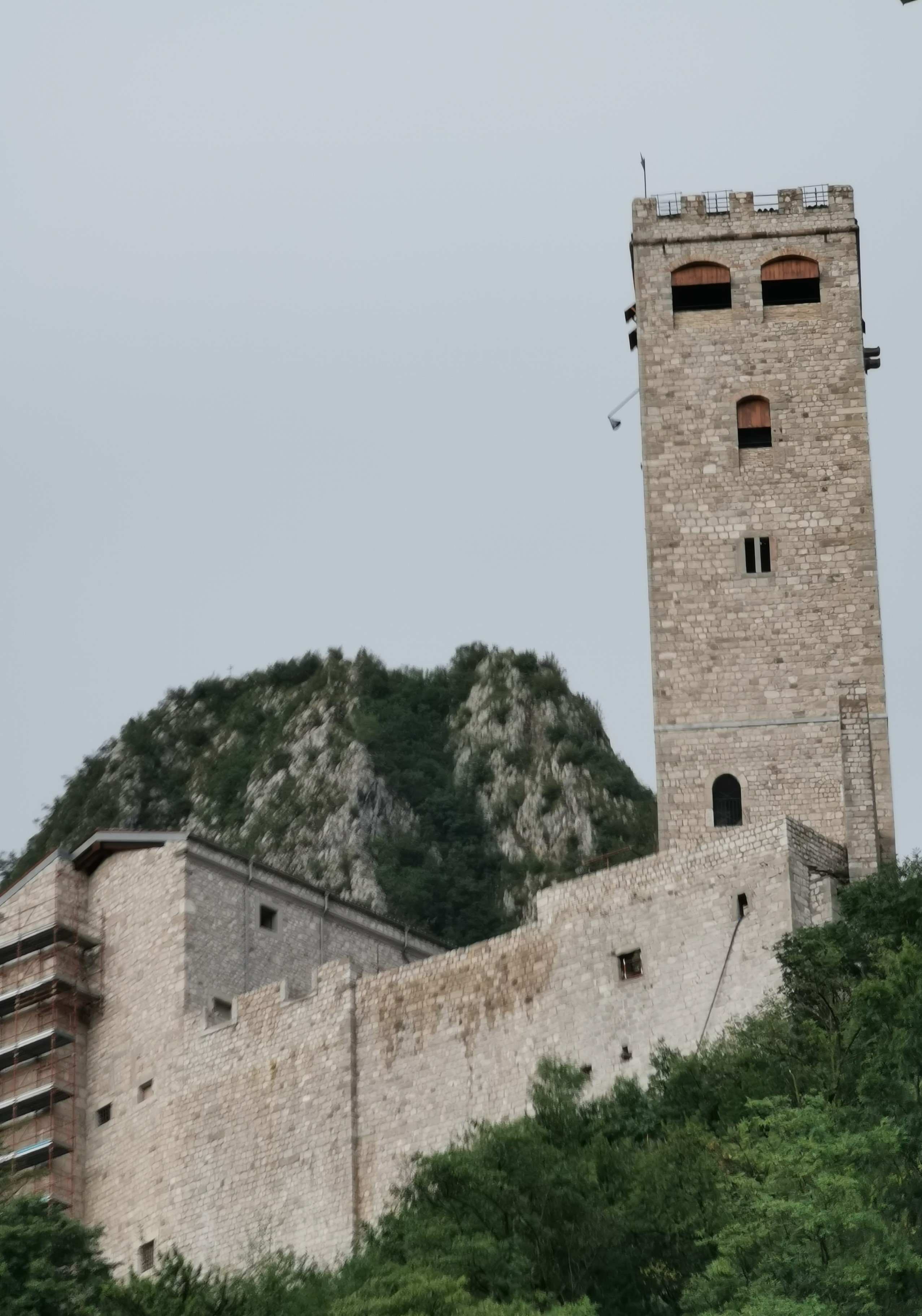
Veduta della torre dell'orologio e delle ex-carceri

Fino al terremoto del 1976 all'interno della torre dell'orologio era conservata la campana della comunità (1784), sulla quale figurano i protettori di Gemona: San Tommaso Apostolo, San Michele Arcangelo e Sant'Antonio da Padova. Le figure sormontano l'iscrizione: HIS DEFENSORIBUS GLEMONA TUTA.

## Situazione attuale
Dal 2008 i giardini del castello sono stati riaperti al pubblico e dal 2010 in estate vi si svolgono diversi eventi culturali. La ristrutturazione degli edifici è  in corso: alla data del novembre 2024 sono state completate la torre dell'orologio e le ex carceri, dal 2019 è sede espositiva museale.

## Progetti
Dal 2018 è disponibile la pubblicazione "Acqua in bocca", progetto dei bambini dell'Istituto Comprensivo di Gemona che hanno raccolto storie orali tramandate in famiglia sul castello e che sono state poi selezionate dalla scrittrice Chiara Carminati ed accompagnate dalle fotografie di Massimo Tappari. L'opera è scaricabile gratuitamente sul sito di visit Gemona ed è un progetto Erasmus Plus Kids Conquering Castles in collaborazione con Pro Glemona e Damatrà Onlus.
Nel 2022 è stato pubblicato il libro “Il Castello di Gemona. La ricostruzione” con foto di Graziano Soravito dall'Ecomuseo delle Acque del Gemonese, in cui gli scatti documentano le diverse fasi della ricostruzione post 1976, accompagnati da testi redatti da tecnici ed esperti. L'opera è patrocinata dalla Regione e dal Comune.